# Гуран (Иркутская область)
Гуран — село в Тулунском районе Иркутской области России. Административный центр Гуранского муниципального образования.

## География
Село находится на расстоянии примерно 22 км к северу от города Тулун, административного центра района.

## История
По статистическому справочнику 1893 года в деревне был 21 двор и проживало 113 человек

## Население
| 2002 | 2010  | 2011  | 2012  |
| ---- | ----- | ----- | ----- |
| 979  | ↗1062 | ↘1058 | ↘1051 |

### Половой состав
По данным Всероссийской переписи, в 2010 году в селе проживали 1062 человека (524 мужчины и 538 женщин).

## Улицы
| - ул. Братская, - ул. Бурлова, - ул. Гайдара, - ул. Ленина, | - ул. Морозова, - ул. Николаева, - ул. Придорожная, - ул. Протасюка, | - ул. Пушкина, - ул. Свердлова, - пер. Энергетиков, - ул. Юбилейная. |